# Festival Internacional de la Canción de Punta del Este
El Festival Internacional de la Canción de Punta del Este (Uruguay) es un evento diseñado para promover creaciones inéditas en el campo de la música y como dar a conocer nuevos intérpretes y compositores. Este se realiza en noviembre de cada año en el balneario de Punta del Este y cuenta con la participación de intérpretes de todo el mundo.

## Historia
El festival es un programa de actividades dedicado exclusivamente a promover canciones originales y frescas que a su vez permitan presentar a nuevos artistas, compositores e intérpretes musicales nativos e internacionales.
Los jurados han sido integrados por figuras de la música de diferentes países como Argentina, Cuba, Brasil, España y Chile.
Entre los artistas invitados al festival estuvieron Karla de Argentina, Fernanda Lorenzo (Uruguay), Lina Pacheco (Uruguay), Gahuer Carrasco, Heli (Brasil), Joaquín Calderón (España), Raúl Cela (Ecuador) y el Moreno Michael (Venezuela).

## Participantes
Anexo:Participantes del festival Internacional de la Canción de Punta del Este

## Ganadores
| Año  | Intérprete Mas Popular Mejor intérprete | Mejor Canción                   | Mejor Canción       | Mejor Video Clip           | Mejor Video Clip   |
| Año  | Intérprete Mas Popular Mejor intérprete | Título                          | Intérprete          | Título                     | Intérprete         |
| ---- | --------------------------------------- | ------------------------------- | ------------------- | -------------------------- | ------------------ |
| 2012 | Cinthya Young                           | «De Repente»                    | Alicia Baroni       | No hubo                    | No hubo            |
| 2013 | No hubo                                 | «Sufriendo de Amor»             | Danilo Zam          | «Ni el verano ni el calor» | Trinidad Alliende  |
| 2013 | No hubo                                 | «Como no gritarte un te quiero» | Andrea Valobra      | «El poder del amor»        | Alexandra Martínez |
| 2014 | No hubo                                 | «Conmigo es Mejor»              | Patty Menéndez      | «Por Tu Amor»              | Jordana Battaglia  |
| 2015 | No hubo                                 | «Una mujer como yo»             | Alejandra Luna      | «Abuela Sangre»            | Magda Angélica     |
| 2016 | Sandino                                 | «Angel para una despedida»      | Freddy Vera         | «Hoy»                      | Diego Alez         |
| 2017 | Gabriela Franco                         | «Cúlpame»                       | Joaquín Arrunategui | «No me interesa»           | Tommy Sleiman      |
| 2018 | Jeff Quitero                            | «India Guaraní»                 | Giuli Mendizza      | «Maldita Bendición»        | Josh Juanico       |
| 2019 | Alvaro Montes                           | «Abrázame A Distancia»          | Sergio Occhiuzzi    | «En Propia Piel»           | Alvaro Montes      |
| 2021 | 🇦🇷 Veronica Marchetti                   | Y te vuelvo a enamorar          | 🇦🇷                  | Tu Luz                     | Florencia Umaña    |
| 2022 | Daniel Coronado                         | «Estar junto a ti»              | Daniel Coronado     |                            |                    |